# 水色革命
劇団水色革命（げきだんみずいろかくめい）は、日本の劇団。
劇団として年2回位本公演を行う傍ら、劇団員を各種公演へと派遣している。

## 来歴
2011年11月　主宰であるMARUが水色革命の名を冠した公演を行い始める。
2013年10月　水色革命を劇団化し、旗揚げ公演を行う。
2017年4月　タイニイアリスの跡地を東京新宿スターフィールドとして改装オープン。
2020年5月　東京新宿スターフィールドの運営から撤退。
2024年12月3日　定期的な劇団活動を、第27回本公演「くらげのほね」で一時休止すると発表。

## 所属劇団員
- 主宰MARU
- リーダー　井上咲喜子
- サブリーダー　マツダヒロエ
- 救世忍者乱丸
- 西内琢馬
- 岩井杏加
- 加藤わこ
- 紫都七
- トギナナミ

## 過去に所属した劇団員
- 岡部直弥
- 望月未稀
- 天晴一之丞
- 阿久津紘平
- 荒木智子
- 床田菜摘（現：翔月なつみ）
- 関根慶人
- 高橋春菜
- 小野田航
- 米倉純平
- 折原陽子
- 世羅りさ
- 松井珠紗
- 日向小陽
- 兼田智洋
- 谷口天基
- 加古若菜

## 公演
- 第1弾「ジャングルのような、君の心を、コンクリートで固めた。」(2011年11月 東京 戸野廣浩司記念劇場)[5]
- 第2弾「戸野広浩司外伝「トノ、何がしたいんだ?」」(2012年2月 東京 戸野廣浩司記念劇場)[6]
- 第3弾「日本（ひのもと）さんち」(2012年4月 東京 戸野廣浩司記念劇場)[7]
- 第4弾「「國術」～グォーシュー～」(2012年6月 東京 戸野廣浩司記念劇場)[8]
- 第5弾「隣りのおばちゃん」(2012年8月 東京 戸野廣浩司記念劇場)[9]
- 第6弾「純喫茶せつな」(2012年12月 東京 戸野廣浩司記念劇場)
- 第7弾「Tears」(2013年5月 東京 北沢タウンホール)
- 第8弾・旗揚げ公演「ポチのしっぽに舞い散る雪」(2013年10月 東京 戸野廣浩司記念劇場)
- 第9回本公演「けあるぅら喫茶店」(2014年2月-3月 東京 戸野廣浩司記念劇場)
- 第10回本公演「born能力」(2014年6月 東京 戸野廣浩司記念劇場)
- 第11回本公演「空飛ぶ自転車」(2015年1月 東京 大塚萬劇場)
- 第12回本公演「空を見上げれば」(2015年9月 東京 シアターKASSAI)
- 第13回本公演「絆」(2016年6月 東京 戸野廣浩司記念劇場)
- 劇団水色革命・コルバタ・I&Iファクトリー　MARU25周年記念公演「オオカミは走る」(2016年4-5月 東京 東京芸術劇場シアターウェスト)[10]
- 第14回本公演「不倫」(2017年3月 東京 恵比寿・エコー劇場)
- 第15回本公演「貴女の為に出来る事」(2017年8月 東京 新宿スターフィールド)[11]
- 第16回本公演「グラスの中に広がる大地」(2018年4月 東京 新宿スターフィールド)
- 第17回本公演「フィリピン人の父に投げっぱなしジャーマン」(2018年9月 大阪 大阪市立芸術創造館)[12]
- 第18回本公演「離婚しないで」(2019年4月 東京 新宿スターフィールド)[13]
- 第19回本公演「マイバラード」(2019年10月 東京 新宿スターフィールド)
- 第20回本公演「ありんこコロコロ」(2020年5月 東京 新宿スターフィールド)　公演中止
- 第21回本公演「リングリングリング」(2020年12月 東京 大塚萬劇場)
- 第1回配信公演 「おかえり。」(2021年10月）
- 第22回本公演「兄さん、死んでくれぇ!」(2021年5月 東京 新宿スターフィールド)[14]
- 第23回本公演「愛で殺して」(2021年12月 東京 築地本願寺ブディストホール)[15]
- 第24回本公演「Love is not forever」(2022年5月)　公演中止[16]
- 第25回本公演「一歩一歩」(2023年7月 東京 中野ザ・ポケット)[17]
- 第26回本公演「生きる為には君が邪魔だった」(2024年4月 東京 新宿スターフィールド)
- 第27回本公演「くらげのほね」(2025年1月 東京 シアターブラッツ)

## イベント
- 「夏のMKお笑いグランプリ2018」(2018年8月12日 東京 新宿スターフィールド)
- 「七夕朗読祭り」(2019年7月7日 東京 新宿スターフィールド)
- 「劇団水色革命イベント」(2020年1月28日 東京 榎の樹ホール)
- 「HappyHalloween2020」(2020年10月31日 東京 榎の樹ホール)